# Chargey-lès-Gray
Chargey-lès-Gray település Franciaországban, Haute-Saône megyében. Lakosainak száma 669 fő (2022. január 1.). Chargey-lès-Gray Montureux-et-Prantigny, Arc-lès-Gray, Auvet-et-la-Chapelotte, Bouhans-et-Feurg, Nantilly, Oyrières és Rigny községekkel határos.

## Népesség
A település népességének változása:
| Lakosok száma | 773  | 726  | 801  | 694  | 699  | 704  | 704  | 670  | 669  |
|               | 2013 | 2015 | 2016 | 2017 | 2018 | 2019 | 2020 | 2021 | 2022 |